# Otto II. zu Salm-Horstmar
Otto II. Fürst zu Salm-Horstmar (* 23. September 1867 auf Schloss Varlar; † 2. März 1941 ebenda) war ein deutscher Standesherr (Salm-Horstmar), Antisemit und rechter Politiker.

## Leben
Er war der dritte Sohn von Otto I., Fürst zu Salm-Horstmar (1833–1892) und dessen Frau Emilie, geb. Gräfin zur Lippe-Biesterfeld (1841–1892). Sein Großvater väterlicherseits war der Rheingraf Friedrich zu Salm-Grumbach (seit 1816 Fürst zu Salm-Horstmar).
Nach dem Abschluss der Schule studierte er Rechtswissenschaften in Lausanne, Genf und Berlin. Zwischen 1889 und 1892 war er Offizier und besuchte außerdem die Landwirtschaftliche Hochschule Berlin. Danach übernahm Salm-Horstmar die Familiengüter. Außerdem beteiligte er sich an agrarischen Interessenverbänden. So war er Vorsitzender der Deutschen Grundbesitzervereine. Er war seit 1915 bis zu seinem Tod Präsident des Westfälischen Reitervereins. Daneben setzte sich Salm-Horstmar für den Ausbau der Akademie Münster zu einer Volluniversität ein und erhielt dafür 1902 die Doktorwürde der Westfälischen Wilhelms-Universität. Außerdem nahm ihn die Historische Kommission für Westfalen 1904 als ordentliches Mitglied auf.
Als erbliches Mitglied gehörte Salm-Horstmar dem Preußischen Herrenhaus an. Außerdem war er von 1911 bis 1919 Mitglied des westfälischen Provinziallandtages. Zwischen 1916 und 1919 war er dessen Vorsitzender.

## Politiker
Nachdem er bereits zuvor erster Vizepräsident gewesen war, war Salm-Horstmar zwischen 1902 und 1908 Vorsitzender des Deutschen Flottenvereins, der für den Aufbau einer starken Flotte eintrat. Er war aktiver Organisator radikaler rechter Agitation. Am Ende des Ersten Weltkrieges wurde er Mitglied der Deutschen Vaterlandspartei. Er betrachtete den Krieg als Auseinandersetzung zwischen einer „jüdisch-demokratischen“ und einer „deutsch-aristokratischen“ Weltanschauung. Verbunden war dies mit Angriffen auf die angeblich jüdisch unterwanderte Freimaurerei.
Während der Weimarer Republik war er führendes Mitglied des Alldeutschen Verbandes und Gegner der Republik. Im Jahr 1920 war er mitverantwortlich für die erste deutsche Übersetzung der „Protokolle der Weisen von Zion.“ Im Jahr 1931 forderte er Paul von Hindenburg vergeblich auf, eine neue Regierung ohne Sozialdemokraten und ohne Reichskanzler Heinrich Brüning zu berufen. Diese neue Rechtsregierung sollte auf Basis der Harzburger Front stehen.

## Nachkommen
Fürst Otto II. zu Salm-Horstmar heiratete 1903 Gräfin Rosa zu Solms-Baruth (* 8. Juni 1884; † 12. Juni 1945).  Mit dieser hatte er folgende acht Kinder:
- Luise Emilie Friederike Elisabeth (* 19. Juli 1904; † 2. September 1904)
- Otto Ludwig Wilhelm Hans Friedrich Karl Eduard (* 7. März 1906; † 22. April 1927)
- Hans Christoph Leopold Emich Hermann (* 27. Mai 1907; † 15. Dezember 1908)
- Philipp Franz Friedrich Conrad Wilhelm Chlodwig (* 31. März 1909; † 8. November 1996) ⚭ Marie Therese Gräfin zu Castell-Castell
- Karl Walrad Emich Hermann Bolko Friedrich (* 8. Januar 1911; † 2. August 1991) ⚭ Susanne Jantsch
- Friederike Juliane Luise Emilie Feodora Anna (* 5. Oktober 1912; † 3. Juli 2000) ⚭ Ludwig Ferdinand Prinz zu Sayn-Wittgenstein-Berleburg (1910–1943).
- Johann Giselbert Alexander Leopold Rudolf Friedrich (* 14. März 1916; † 9. September 1939)
- Marie Luise Eleonore Adelma Rosa (* 18. August 1918; † 12. März 2015) ⚭ Heinrich IV. Prinz Reuß